# Roanoke (rivier)
De Roanoke is een rivier in het oosten van de Verenigde Staten van Amerika die stroomt door het zuiden van de staat Virginia en het noordoosten van de staat North Carolina. De rivier heeft een lengte van 660 km en onttrekt haar water aan het platteland op de kustvlakte die zich uitstrekt van de oostzijde van het Appalachen-middelgebergte ten zuidoosten van de Piedmont tot aan Albemarle Sound aan de Atlantische Oceaan.
De rivier speelde een belangrijke rol in de Amerikaanse geschiedenis. Haar oever was de locatie van de eerste nederzettingen van de Virginia-kolonie en de Carolina-kolonie. Een deel van de rivier in Virginia tussen Roanoke en Clarksville wordt ook wel de Staunton genoemd.
De rivier ontstaat in de Blue Ridge Mountains in het zuidwesten van Virginia bij het plaatsje Lafayette in de county Montgomery waar de North Fork Roanoke en de South Fork Roanoke samenkomen. De North Fork is ongeveer 50 km en ontspringt in de Blue Ridge Mountains in de buurt van het plaatsje McDonalds Mill, enkele kilometers ten noorden van Lafayette in Virginia. De South Fork is zo'n 30 km lang en ontspringt ook in de Blue Ridge Mountains in de buurt van het plaatsje Piedmont, enkele kilometers ten zuiden van Shawsville in Virginia. Beide riviertjes hebben talloze zijriviertjes. De rivier stroomt oostwaarts, passeert Salem en loopt door de stad Roanoke, het Smith Mountain Lake, het John H. Kerr Reservoir en het Lake Gaston. Bij dit laatste meer passeert de rivier de staatsgrens met North Carolina. Het Gastonmeer gaat over in het Roanoke Rapids Lake waar de rivier bij Roanoke Rapids naar het zuidoosten draait en via de Albemarle Sound ten zuiden van Norfolk in de Atlantische oceaan stroomt.
- Library of Congress Control Number: sh85114588
- National Archives and Records Administration: 10043472
- Nationale Bibliotheek van Israël: 987007541231005171
- Système universitaire de documentation: 027558339
- Virtual International Authority File: 234757326